# Datorspelsåret 1977

## Händelser

### Januari
- Januari - RCA Corporation släpper spelkonsolen Studio II.[1]

### Oktober

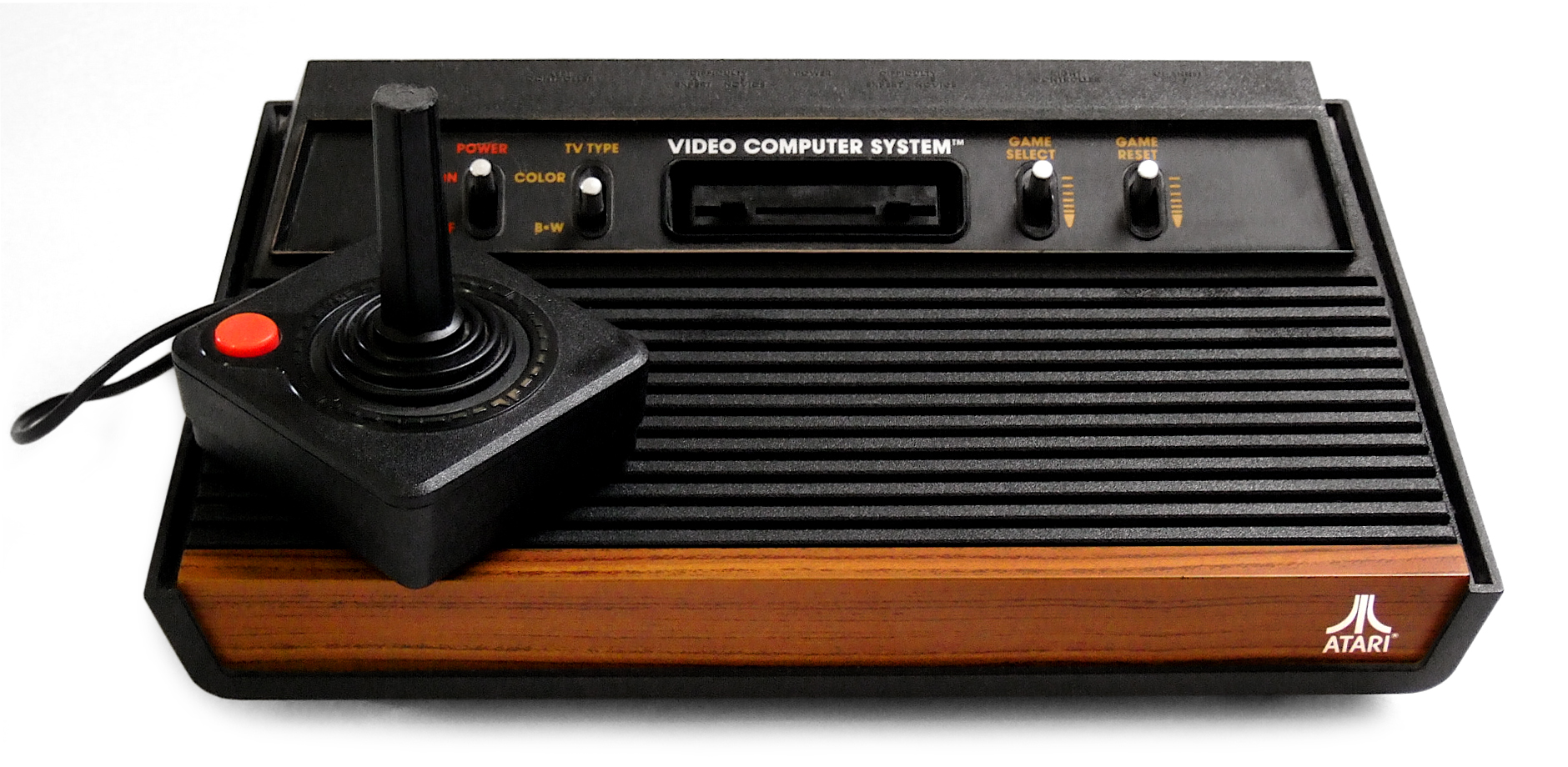
Atari VCS

- Oktober - Företaget Atari lanserar hemkonsolen "Atari Video Computer System" samt nio släpptitlar [2].

### Okänt datum
- Atari öppnar den första Pizza Time Theater (senare Chuck E. Cheese's), en blandning av arkadhall och pizzeria uttänkt av Atari-grundaren Nolan Bushnell. I juni köper Bushnell tillbaka rättigheterna till Pizza Time Theater back från Atari för $500 000 USD.[3]

- Sega köper Gremlin Industries, en större tillverkare av arkadspel.[4]

- Nakamura Manufacturing Ltd. byter formellt namn till Namco (som man använd som varumärke sedan 1971), och etablerar Namco Enterprises Asia Ltd. i Hongkong, företagets första dotterbolag utanför Japan.[5]

- Atari utvecklar Game Brain (model C-700), det första Atarisystemet som använder spelkassetter. Bara några få spel produceras, och inga släpps kommersiellt.[6]

- Coleco släpper ett antal nya modeller av Telstar: Telstar Alpha, Telstar Colormatic, Telstar Regent, Telstar Ranger, Telstar Galaxy och Telstar Combat. De flesta av dem är bara mindre varianter av den ursprungliga Telstarmodellen, men med nya spelkontroller (till exempel innehåller Ranger en ljuspistol, och Galaxy en joystick).[6]
- Nintendo släpper Color TV Game 6, med sex varianter av Light Tennis (en Pong-klon). Nintendos partner Mitsubishi producerar de flesta av systemets hårdvarukomponenter.[7]
- Bally släpper Bally Home Library Computer genom postorderförsäljaren JSA National Sales Group. Förseningar i produktionen gör dock att ingen av enheterna levereras förrän kommande år.[8]

### Grundade företag
- Det första EB Games startas av Agnes Kim i King of Prussia Mall i King of Prussia, Pennsylvania som en butik som till en början säljer transistorer och miniräknare [9].

## Spel släppta år1977
- Cinematronics släpper Larry Rosenthals Space Wars, det första arkadspelet med vektorgrafik.[10]
- Mattel släpper Missile Attack, det första bärbara datorspelet med lysdiod (LED) -skärm.[11]
- Tim Anderson, Marc Blank, Bruce Daniels, and Dave Lebling, senare grundare av Infocom, utvecklar första versionen av Zork på en PDP-10 vid MIT:s Laboratory for Computer Science.[12]
- Under filosofistudier vid University of Virginia börjar Kelton Flinn utveckla ett textbaserat luftstridsspel kallat Air, en tidig föregångare till 1987 års Air Warrior, som senare blev världens första massively multiplayer online game.[13]

- Samlingskassetten Video Olympics som innehåller bland annat Pong, Ice Hockey, Basketball och Volleyball.

## Födda
- Dennis Fong, den första personen som kunde tjäna pengar på datorspelande.

### Fotnoter
1. ↑  Miller, Michael (2005). ”A History of Home Video Game Consoles > First Generation: 1972–1977”. InformIT. Arkiverad från originalet den 26 december 2007. https://web.archive.org/web/20071226012027/http://www.informit.com/articles/article.aspx?p=378141. Läst 18 februari 2006.
2. ↑  ”Atari 2600 History”. AtariAge. 2006. http://www.atariage.com/2600/history.html. Läst 18 februari 2006.
3. ↑  Thomas, Donald A. Jr (2005). ”–1977–”. ICWhen.com. Arkiverad från originalet den 14 augusti 2003. https://web.archive.org/web/20030814221539/http://www.icwhen.com/book/the_1970s/1977.shtml. Läst 18 februari 2006.
4. ↑  ”Gremlin Industries Incorporated”. Wall Games. 2004. Arkiverad från originalet den 31 december 2005. https://web.archive.org/web/20051231211027/http://www.wallgames.com/gremlin.htm. Läst 18 februari 2006.
5. ↑  ”Namco History (English summary)”. NAMCO WonderPage. 2001. Arkiverad från originalet den 10 januari 2006. https://web.archive.org/web/20060110100500/http://www.namco.co.jp/eg/history.html. Läst 18 februari 2006.
6. 1 2  Goldberg, Martin (2003). ”Museum of Home Video Gaming”. Arkiverad från originalet den 8 februari 2005. https://web.archive.org/web/20050208141623/http://www.classicgaming.com/gamingmuseum/museum.html. Läst 18 februari 2006.
7. ↑  ”Color TV Game 6”. NinDB. Arkiverad från originalet den 17 augusti 2009. https://www.webcitation.org/5j5HJvJbk?url=http://www.nindb.net/color-tv-game-6.html. Läst 18 februari 2006.
8. ↑  Squire, Lance F. (2005). ”The Bally/Astrocade FAQ version h2.8”. Lance F. Squire Homepage. Arkiverad från originalet den 4 juli 2006. https://web.archive.org/web/20060704092951/http://www.glankonian.com/~lance/Ballyfaq.html. Läst 19 februari 2006.
9. ↑  Fischer, John (2002). ”Famous Philadelphians – Nine Richest Philadelphians”. About.com – Greater Philadelphia / South Jersey. Arkiverad från originalet den 29 mars 2006. https://web.archive.org/web/20060329212643/http://philadelphia.about.com/cs/neighborhoods/a/rich_in_philly_2.htm. Läst 18 februari 2006.
10. ↑  Hunter, William. ”Space Wars and Cinematronics - Vector Plots”. The Dot Eaters. http://thedoteaters.com/?bitstory=space-wars-and-cinematronics.
11. ↑  Hunter, William (2005). ”Timescape”. The Dot Eaters. Arkiverad från originalet den 22 augusti 2006. https://web.archive.org/web/20060822075923/http://www.thedoteaters.com/timeline.php. Läst 18 februari 2006.
12. ↑  ”History of Infocom”. Infocom – The Master Storytellers. http://www.infocom-if.org/company/company.html. Läst 18 februari 2006.
13. ↑  Koster, Raph (2002). ”Online World Timeline”. Raph Koster's Website. http://www.raphkoster.com/gaming/mudtimeline.shtml. Läst 18 februari 2006.